# Boudh (Stadt)
Boudh (auch Baudhgarh) ist eine Kleinstadt im indischen Bundesstaat Odisha.
Boudh war früher die Hauptstadt des gleichnamigen Fürstentums. Heute ist Boudh Verwaltungssitz des Distrikts Boudh. Die Stadt liegt 170 km westnordwestlich von Bhubaneswar, der Hauptstadt von Odisha. Boudh befindet sich am rechten Ufer der Mahanadi. Westlich von Boudh überquert eine Straßenbrücke den Fluss. Die nationale Fernstraße NH 224 (Nayagarh–Balangir) verläuft durch Boudh.
Beim Zensus 2011 betrug die Einwohnerzahl 20.424. Die Stadt hat den Status eines Notified Area Councils.